# ید-۱۲۹
ید-۱۲۹ (۱۲۹I) یک رادیو ایزوتوپ با نیمه عمر بالا از عنصر ید است.

## شکل‌گیری و واپاشی
۱۲۹I یکی از هفت محصول شکافت با عمر طولانی است. این ماده در ابتدا از شکافت اورانیوم و پلوتونیم در راکتورهای هسته‌ای تشکیل می‌شود. در نتیجه آزمایش سلاح‌های هسته‌ای در دهه ۱۹۵۰ و ۱۹۶۰ مقادیر قابل توجهی از آن در جو منتشر شد.
۱۲۹I با نیمه عمر ۱۵٫۷ میلیون سال، با انتشار پرتو بتای کم انرژی و پرتو گاما، به زنون-۱۲۹ (۱۲۹Xe) واپاشی می‌شود.

## مطالعه بیشتر
- Snyder, G. T.; Fabryka-Martin, J. T. (2007). "129I and 36Cl in dilute hydrocarbon waters: Marine-cosmogenic, in situ, and anthropogenic sources". Applied Geochemistry. 22 (3): 692. Bibcode:2007ApGC...22..692S. doi:10.1016/j.apgeochem.2006.12.011.
- Snyder, G.; Fehn, U. (2004). "Global distribution of 129I in rivers and lakes: Implications for iodine cycling in surface reservoirs". Nuclear Instruments and Methods in Physics Research Section B: Beam Interactions with Materials and Atoms. 223–224: 579–586. Bibcode:2004NIMPB.223..579S. doi:10.1016/j.nimb.2004.04.107.